# Língua esmeralda
O Esmeralda ou Atacame é uma língua isolada extinta do Equador.

## Comparação lexical
Alguns paralelos lexicais entre o esmeralda e as línguas barbacoanas meridionais (Jolkesky 2016):
| Português          | Esmeralda    | Proto-Barbacoana Meridional | Tsafiki |
| ------------------ | ------------ | --------------------------- | ------- |
| abano              | pep-le       |                             | pepe    |
| abutre             | βara         |                             | baro    |
| agora              | amane        |                             | aman(a) |
| água               | wiβi/u-βi    | *pi                         |         |
| algodão            | kuβe         | *kuwa                       |         |
| árvore             | taʧte/tate   | *tɨɕe                       |         |
| bambu              | ta-pake      | *paki                       |         |
| boca               | βil-         | *ɸi-                        |         |
| cabaça             | bule         |                             | boli    |
| carrapato          | kinke        |                             | kinki   |
| feijão             | muripe       | *molo                       |         |
| fogo               | naka         | *nak                        |         |
| iguana             | matra        |                             | matara  |
| madeira/lenha      | ʧite ‘lenha’ | *ʧide ‘madeira’             |         |
| montanha           | duka         |                             | du      |
| mulher             | tion [tʲon]  | *iʃon                       |         |
| pai                | tete         | *tata                       |         |
| panela             | koʃa         | *kɨtsɨ                      |         |
| papagaio           | ware         |                             | walan   |
| peito              | tan          | *ten                        |         |
| peixe (Characidae) | nata         |                             | nata    |
| pele               | βiska        | *isik                       |         |
| pescoço            | kola         | *kudan                      |         |
| porco-do-mato      | para         |                             | para    |
| remo               | pele         |                             | palanka |
| tabaco             | kanʃa        | *kɨntsɨ                     |         |
| terra              | do           | *to                         |         |
| um                 | baʃini       |                             | main    |